# Fenice (araldica)
La  fenice  è una figura immaginaria rappresentata come un uccello posto su un rogo ardente. Questo uccello rassomiglia molto all'aquila araldica ed è talvolta definita come una sua variante. È rappresentata di fronte, con la testa di profilo, le ali spiegate, su un rogo, chiamato « immortalità », che non si blasona se è dello stesso colore della fenice. È simbolo di longevità, di fama imperitura, di nome senza macchia; i cristiani la presero a simbolo di immortalità e per questo motivo il rogo della fenice è definito araldicamente immortalità.
Sotto, le armi dei Malet de Lussart: d'azzurro ad una fenice sulla sua immortalità, che guarda il sole, il tutto d'oro, dove si vede bene la sua parentela con l'aquila, ritenuta la sola capace di guardare il sole direttamente.

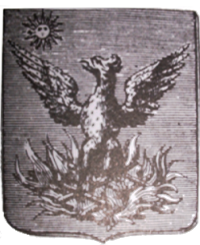
armi dei Malet de Lussart
Fenice fissante il sole
Araba Fenice con uno scudetto in cuore
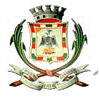
Fenice sulla sua immortalità
D'oro, alla fenice d'azzurro sulla sua immortalità di rosso